# Championnat de Jordanie de football 1995-1996
Navigation
Saison précédente Saison suivante
La saison 1995-1996 du Championnat de Jordanie de football est la quarante-septième édition du championnat de première division en Jordanie. La compétition est disputée sous forme de poule unique où les douze meilleurs clubs du pays s'affrontent deux fois au cours de la saison, à domicile et à l'extérieur. En fin de saison, pour permettre le passage du championnat de 12 à 10 équipes, les quatre derniers du classement sont relégués et remplacés par les deux meilleurs clubs de deuxième division.
C'est le club d'Al-Weehdat Club, tenant du titre, qui remporte à nouveau la compétition après avoir terminé en tête du classement final, avec cinq points d'avance sur Al Ramtha SC et six sur Al Faisaly Club. C'est le cinquième titre de champion de Jordanie de l'histoire du club, qui réussit même le doublé en s'imposant en finale de la Coupe de Jordanie, face à Al Ramtha.

## Les clubs participants
| - Al-Weehdat Club - Al Ramtha SC - Al Hussein Irbid - Al-Ahli Amman - Al Jalil Irbid - Al Sahab | - Al Jazira Amman - Al-Faisaly Club - Kfarsoum SC - Al Rusayfi - Al-Qadisiya SC - Al Buqa'a |

## Compétition

### Classement
Le barème utilisé pour établir le classement est le suivant :
- Victoire : 3 points
- Match nul : 1 point
- Défaite : 0 point

| Rang | Équipe              | Pts | J  | G  | N | P  | Bp | Bc | Diff |
| ---- | ------------------- | --- | -- | -- | - | -- | -- | -- | ---- |
| 1    | Al-Weehdat Club'T'C | 48  | 22 | 14 | 6 | 2  | 44 | 21 | +23  |
| 2    | Al Ramtha SC        | 43  | 22 | 13 | 4 | 5  | 34 | 15 | +19  |
| 3    | Al Faisaly Club     | 42  | 22 | 12 | 6 | 4  | 42 | 14 | +28  |
| 4    | Al-Qadisiya SC      | 38  | 22 | 11 | 5 | 6  | 40 | 24 | +16  |
| 5    | Al-Ahli Amman       | 37  | 22 | 10 | 7 | 5  | 38 | 23 | +15  |
| 6    | Al Jazira Amman     | 36  | 22 | 10 | 6 | 6  | 42 | 25 | +17  |
| 7    | Kfarsoum SC         | 36  | 22 | 9  | 9 | 4  | 31 | 25 | +6   |
| 8    | Al Hussein Irbid    | 32  | 22 | 8  | 8 | 6  | 38 | 21 | +17  |
| 9    | Al Buqa'a           | 21  | 22 | 6  | 3 | 13 | 31 | 46 | -15  |
| 10   | Al Sahab            | 15  | 22 | 2  | 9 | 11 | 19 | 40 | -21  |
| 11   | Al Jalil Irbid      | 11  | 22 | 2  | 5 | 15 | 30 | 65 | -35  |
| 12   | Al Rusayfi          | 3   | 22 | 1  | 0 | 21 | 18 | 88 | -70  |

|  | Qualification pour la Coupe des clubs champions arabes de football 1996                  |
|  | Relégation directe en deuxième division                                                  |
|  | T : Tenant du titre C : Vainqueur de la Coupe de Jordanie P : Promu de deuxième division |

## Bilan de la saison
| Championnat de Jordanie de football 1995-1996     |                            |
| Champion                                          | Al-Weehdat Club (5e titre) |
| Coupes et trophées                                |                            |
| Vainqueur de la Coupe de Jordanie 1995-1996       | Al-Weehdat Club            |
| Qualifications continentales                      |                            |
| Coupe d'Asie des clubs champions 1996-1997        | Aucun                      |
| Coupe des Coupes 1996-1997                        | Aucun                      |
| Coupe des clubs champions arabes de football 1996 | Al-Weehdat Club            |
| Promotions et relégations                         |                            |
| Promus en première division                       | Shabab Al Hussein          |
| Promus en première division                       | Al Qouqazi                 |
| Relégués en deuxième division                     | Al Buqa'a                  |
| Relégués en deuxième division                     | Al Sahab                   |
| Relégués en deuxième division                     | Al Jalil                   |
| Relégués en deuxième division                     | Al Rusayfi                 |